# Henry Grey (10e comte de Kent)
Pour les articles homonymes, voir Henry Grey et Grey.
Henry Grey, 10e comte de Kent (24 novembre 1594-28 mai 1651), connu en tant que Lord Ruthin de 1639 à 1643, est un homme politique anglais, membre de la Chambre des communes en 1640, et devenu comte de Kent en 1643,.

## Biographie
Il est le fils aîné d'Anthony Grey (9e comte de Kent), et son épouse Madeleine Purefoy, fille de Guillaume Purefoy de Caldecote, Warwickshire. Son père est recteur d'Aston Flamville, Leicestershire. Grey devient Lord Ruthin le 21 novembre 1639. En avril 1640, il est élu député pour le Leicestershire dans le Court Parlement, mais n'est pas membre du Long Parlement.
Le 4 juin 1642 Grey est choisi par le parlement en tant que premier commissaire de la milice dans le Leicestershire. Il hérite du titre de comte de Kent à la mort de son père en 1643. Le 16 août 1644, il devient commissaire de la loi martiale et le 24 août devient lord-lieutenant du Rutland. Il devient président de la Chambre des lords, le 13 février 1645. Il est premier commissaire du grand sceau, le 20 mars 1645, et continue ses fonctions jusqu'au 30 octobre 1646, lorsque le sceau est donné aux présidents des deux chambres. Il est Custos Rotulorum de Bedfordshire et est nommé lord-lieutenant du Bedfordshire par le Long Parlement le 2 juillet 1646, et il occupe le poste jusqu'à sa mort.
Il devient président de la Chambre des Lords, le 6 septembre 1647 et membre de la commission de la marine nationale et des douanes, 17 décembre 1647. Il est l'un des seigneurs commissaires qui ont pris les quatre lois au roi à l'île de Wight, et qui devaient les ramener non signées. En janvier 1648, il est choisi pour remplacer Robert Devereux comme l'un des sept pairs pour le comté de Derby. Peu après, il remplace le Comité des deux royaumes en tant que principal proto-organe exécutif du Parlement. Le 17 mars 1648, il est recommandé de nouveau comme commissaire en chef du grand sceau avec un autre lord et deux hommes du peuple, mais ne prend pas part au procès et à la mort du roi. Il reste à ce poste jusqu'à ce que la chambre des communes vote l'abolition de la Chambre des lords, le 6 février 1649, et deux jours après avoir placé le sceau en d'autres mains.
Grey épouse Marie Courteen, fille de William Courteen et a un fils, Henry Grey qui est mort jeune. Marie est décédée le 9 mars 1644 et il épouse ensuite le 1er août 1644 Annabel ou Amabel Benn, fille de Anthony Benn (en) et la veuve d'Antoine Fane, le troisième fils survivant de Francis Fane. Ils ont deux enfants : Anthony Grey, qui hérite du comté, et Elisabeth, qui épouse Banastre Maynard.
Grey est mort à l'âge de 56 ans et un monument à sa mémoire est érigé par sa veuve dans l'église de Flitton, dans le Bedfordshire.